# 金山工业区
金山工业区，是中华人民共和国上海市金山区下辖的一个类似乡级单位。目前，该工业区的主导产业包括生命健康产业、智能制造产业、新一代信息技术产业等。在国家工业和信息化部办公厅公布的2021年度绿色制造名单中，金山工业区入选国家级“绿色工业区园区”。

## 历史
当地原为朱行镇。2005年，上海市人民政府批准撤销朱行镇并入亭林镇，金山区则委托金山工业区管理委员会管理原朱行镇的区域。

## 行政区划
金山工业区下辖以下居委会及村委会：朱行居委会、恒信居委会、桥湾居委会、恒顺居委会、红叶居委会、恒康居委会、欢兴村村委会、红光村村委会、立新村村委会、运河村村委会、高楼村村委会、胥浦村村委会、合兴村村委会、保卫村村委会、新街村村委会。